# LT United
«LT United» — супергруппа популярных звёзд литовской рок- и поп-музыки, созданная весной 2006 для участия в 51-м международном музыкальном конкурсе «Евровидение 2006» в Афинах. LT United выступили 18 и 20 мая 2006 года: отборочный конкурс они выиграли с песней «We Are The Winners Of Eurovision», опередив занявшую 2-е место группу InCulto более чем в два раза по числу голосов. В финале Евровидения-2006 группа стала 6-й с 162 очками: это лучший результат Литвы за всю историю её участия.

## Состав
Лидером группы являлся рок-певец Андрюс Мамонтовас, который решил собрать команду лучших певцов Литвы для поездки на Евровидение, сравнив её с национальной сборной по баскетболу — все приглашённые им участники имели опыт выступлений за границей.
- Андрюс Мамонтовас — известнейший рок-исполнитель Литвы, лидер рок-группы Foje и известный соло-исполнитель. За время своей карьеры он выпустил более 20 платиновых альбомов. В 1990 году он организовал концерт в Вильнюсе перед тем, как советские части готовились штурмовать Дом печати Вильнюса, и именно устроенный концерт в присутствии 20 тысяч зрителей стал причиной того, что штурм был отменён. Мамонтовас выступал с такими исполнителями, как Брайан Адамс и Стинг, гастролировал в Германии и США. Также играл в театре роль Гамлета в постановке Эймунтаса Някрошюса.
- Марийонас «Мариус» Микутавичюс — певец и телеведущий, автор гимна олимпийской сборной Литвы, ехавшей на Олимпиаду 2000 года. Неоднократно побеждал в опросах газет и журналов на звание самого красивого мужчины Литвы.
- Виктор Диавара — родился в Мали, жил в Германии и Ирландии. В составе группы Skamp выступал на Евровидении-2001 от Литвы (13-е место), гастролировал в Европе и выступал на разогреве у Black Eyed Peas, Reamonn, Bomfunk MC's, Мэйси Грей, Kraftwerk, Роберта Планта и других исполнителей. Также занимался продюсерской деятельностью.
- Саулюс Урбонавичюс — лидер группы Bix, известнейший музыкант альтернативной сцены Литвы. С группой выступал в 1980-е годы, она сравнивалась неоднократно с Talking Heads. Благодаря выступлению с Nirvana и попаданию на телеканал MCM Урбонавичюс стал легендой. Также известен как телепродюсер и автор-постановщик разных реалити-шоу.
- Арнолдас Лукошюс — профессиональный аккордеонист, участник группы Foje. Известен благодаря экстравагантным костюмам и бешеным танцам на сцене.
- Эймантас Белицкас — скрипач группы Foje, выступал в ряде коллективов (в том числе Airija) и снимался в рекламных роликах.

## Участие в отборочном конкурсе
Во время одной из телепередач литовского телевидения о Евровидении Андрюс Мамонтовас официально заявил, что напишет песню для Евровидения-2006. Зрители восприняли это как шутку, но Мамонтовас сумел уговорить пять литовских звёзд принять участие в записи песни, получившей броское название «We Are The Winners Of Eurovision». Несмотря на такое название и открытую иронию, Мамонтовас назвал эту песню настоящей песней победителей.
Группа выступила в 3-м полуфинале 25 февраля 2006 и выиграла там как зрительское голосование, так и голосование жюри. В финале отборочного конкурса из 16 исполнителей именно LT United одержала победу, набрав более 32 тысяч голосов от телезрителей и завоевав право на поездку на Евровидение.

## Подготовка к Евровидению
После завершения конкурса Мамонтовас дал обещание, что в следующий раз песня прозвучит именно на Евровидении и ни днём раньше, поэтому настоятельно попросил радиостанции Европы не ставить до 22 мая песню в плейлисты, а также отказался от любых промотуров и гастролей, считая, что группа не собирается соперничать с кем-то. В марте 2006 года группа стала послом ООН в рамках программы «Время помочь другим» (англ. Time To Help The Others). 23 марта 2006 был выпущен видеоклип на песню, состоявший из кадров выступления группы в отборочном туре и самих музыкантов в других коллективах: LT United заявили, что хотели подтвердить профессионализм каждого из участников. 11 мая группа оставила шуточное сообщение о начале своего отпуска в Греции, в ходе которого они по чистой случайности посетят Евровидение, возьмут уроки греческих танцев и вернутся домой 21 мая, попутно потеряв хотя бы один литовский паспорт.

### Мнения критиков
В преддверии конкурса группа открыла сайт www.winnersofeurovision.com и на нём начала размещать новости о своей подготовке и фотоотчёты, пообещав не закрывать сайт и после конкурса в память о своём выступлении. Критики сочли не только саму песню, но и её «раскрутку» как минимум бахвальством и наглостью: в адрес Европейского вещательного союза поступали вопросы о том, может ли группа сама петь о конкурсе («Евровидение» упоминается 15 раз в тексте песен). Организаторы не выявили нарушений и разрешили музыкантам выступать. Несмотря на откровенное бахвальство и наглость, некоторым критикам песня нравилась: так, автор интернет-проекта «Евровидение-Казахстан» Андрей Михеев назвал группу первой из участниц Евровидения, решивших исполнить подобную песню:

- Музыка: Поп-рок бумца-ца. 6/10
- Текст: По крайней мере стоит добавить баллы за идею. Такого еще никто не придумывал. 9/10
- Вокал: Шестеро немолодых мужчин орут, что они победители Евровидения. Орут убедительно. 7/10
- Итого: Будет соперничать с другими юмористическими номерами и многое будет зависеть от жеребьевки. 7/10

Председатель российского фан-клуба OGAE Антон Кулаков назвал песню сильной и гениальной, записав группу в гарантированные финалисты. По его мнению, этот юмористический номер был намного сильнее похожего номера исландской исполнительницы Сильвии Найт:

- Музыка: Неожиданно интересная тема и классный переход. Жду студийку с нетерпением. 8.5/10
- Текст: Все гениальное — просто! 9.5/10
- Вокал: Сильная идея, сильные голоса… 9.5/10
- Итог: Финалист. Так как Сильвия Нотт им определенно проигрывает. 9/10

### Выступление
В полуфинале группа выступила 18 мая, заняв 5-е место, и вышла в финал. В обоих выступлениях Саулюс Урбонавичюс выкрикивал речитатив в мегафон, а Арнолдас Лукошюс показал бешеный «маниакальный танец». Несмотря на выход, группу освистала толпа за странное выступление. В финале 20 мая группу опять освистали, но уже не так сильно. В итоге LT United финишировала на 6-м месте с 162 очками, что стало лучшим в истории Литвы результатом на Евровидении: высокие оценки она получила от Латвии, Эстонии, Исландии, Великобритании и Ирландии. Лукошюса британский телеведущий Терри Воган сравнил с британским комиком Гарри Хиллом, а на пресс-конференции после финала победители из Финляндии — группа Lordi — даже исполнили фрагмент песни литовцев.

### После конкурса
Группа распалась после конкурса, успев выпустить сингл «We Are The Winners» в преддверии чемпионата мира по футболу в Германии, что вызвало очередную язвительную волну критики (литовская сборная не участвовала ни разу в чемпионатах мира на тот момент). Было продано 3 тысячи экземпляров сингла, и он получил статус золотого. В Брюсселе песню исполнил Робби Уильямс на одном из концертов.